# Animation (audiovisuel)
Pour les articles homonymes, voir Animation.
L'animation, dans le domaine de l'audiovisuel, est un ensemble de techniques qui ont été mises au point à partir du XIXe siècle, d'abord par la reprise du principe de la bande dessinée et l'utilisation de procédés optiques et mécaniques ne dépassant pas deux secondes dans leur représentation (jouet optique, folioscope), puis, dès 1892, par le perfectionnement de ces procédés en permettant des durées de représentation plus importantes, de une à cinq minutes (Théâtre optique) et par l'utilisation en 1906 de la prise de vues image par image sur un support linéaire, la pellicule photographique (dessin animé, animation en volume), et enfin, à partir des années 1970, par l'adoption de procédés informatiques (animation par ordinateur, jeux vidéo). Ces techniques sont le résultat d'une recherche étalée sur plus d'un siècle pour obtenir des ouvrages visuels ou audiovisuels donnant l'illusion que des dessins, des peintures, des objets inertes divers (sculptures, maquettes, poupées, marionnettes, etc.) ou des images de synthèse, sont doués de mouvements et de déplacements propres, comme s'ils étaient vivants, d'où l'utilisation du terme « animation » (du latin animalis « animé, vivant, animal »).

## Histoire
L'histoire de l'animation commence bien avant celle du cinéma. Le folioscope, petit carnet de dessins successifs qui donne l'illusion de personnages ou d'animaux en mouvement lorsqu'on l'effeuille avec le pouce, est sans doute l'un des premiers procédés d'animation complexe. Dans les premières décennies du XIXe siècle apparaissent des dispositifs appelés couramment jouets optiques, « qui vulgarisaient sous des formes récréatives les expériences scientifiques de laboratoire sur la décomposition et la restitution du mouvement à partir de dessins. Comme à cette époque, les scientifiques connaissaient tous le grec et le latin, ils donnaient à leurs machines des noms aussi étranges que savants. Ces jouets de salon suscitaient dans les dernières décennies du XIXe siècle l'engouement d'un public fortuné en même temps qu'ils ouvraient le chemin des rêves aux artistes ». C'est ainsi que Joseph Plateau, voulant mettre en évidence la persistance rétinienne, invente le Phénakistiscope en 1832, un disque pivotant sur son axe, muni sur son pourtour de fentes verticales par lesquelles on observe, en reflet dans un miroir, une suite de dessins disposés en rayons sur le disque (un dessin voisine chaque fente), dessins qui représentent une personne ou un animal en mouvement en autant de positions immobiles. Zootrope, Praxinoscope, Zoopraxiscope et d'autres machines suivent celle de Plateau. Ces petites machines et leurs disques sont classées dans l'ère du précinéma car leur principe même les condamne à un spectacle extrêmement court (1 seconde, ou plus rarement 2) axé sur la répétition cyclique d'un seul geste (un saut, une grimace…) sans qu'elles puissent un jour proposer un véritable spectacle, au moins un sketch voire une histoire complète.
Il faut donc attendre la dernière décennie du XIXe siècle pour que naisse réellement l'animation, basée sur une histoire complète (de 1 min 30 s à 5 minutes), mettant en place plusieurs personnages et diverses péripéties: les Pantomimes lumineuses, dessinées et coloriées directement sur un support linéaire. Leur auteur s'appelle Émile Reynaud et il a déjà inventé le Praxinoscope, un jouet optique dont il a assuré une bonne commercialisation de différents modèles. Il met une quinzaine d'années pour développer une machine qu'il appelle le Théâtre optique, un appareil de projection qui assure la projection sur un écran devant un public assemblé, d'une bande de 70 mm de large, composée de centaines de carrés de gélatine protégée par de la gomme-laque, reliés entre eux par du carton et de fines lames métalliques flexibles, des vignettes sur lesquelles Reynaud a lui-même dessiné et colorié aux encres à l'aniline, les différentes phases des mouvements de plusieurs personnages qui interagissent dans diverses péripéties. Dès le 28 octobre 1892 au musée Grévin, trois ans avant la première séance de projection du Cinématographe des Frères Lumière, Reynaud exploite ses pantomimes lumineuses qui vont attirer dans cette unique salle un demi million de spectateurs en huit ans. Par sa technique originale, il inaugure pour le cinéma l'animation sans caméra.
Le dessin animé filmé image par image avec une caméra chargée d'une pellicule photographique voit le jour en 1906 avec Humorous Phases of Funny Faces (traduisible par: Phases amusantes de figures rigolotes), réalisé par le comédien américain James Stuart Blackton. En 1917, Quirino Cristiani crée le premier long métrage d'animation de l'histoire intitulé El Apóstol. En trois minutes, sur un tableau noir où sont tracés, puis modifiés image par image, des traits à la craie blanche, une histoire complète est racontée, celle d'un jeune couple qui s'aime, puis vieillit, grossit, s'aigrit et finit par se détester. Un coup d'éponge final, donné par le dessinateur, les plonge dans le brouillard. Suivent d'autres personnages… La technique est alors appelée « en France, mouvement américain. Il était encore inconnu en Europe ». Le film est tourné photogramme après photogramme, à la manière d'un appareil photo, grâce à ce qu'on nommera longtemps le « tour de manivelle », un tour de la manivelle de la caméra déplace la pellicule d'un seul pas d'image (soit 4 perforations) et enregistre un unique photogramme. Telle est la base de toute animation ayant recours à un appareil de prise de vues, ce qui est la majorité des films d'animation existants, même si l'appareil de prise de vues est devenue depuis quelques années un ordinateur.

## Techniques et outils

### Techniques
À peu près tout peut être utilisé pour faire un film d'animation, l'élément principal étant souvent l'imagination. Les principales techniques dans les séries d'animation comprennent : papier et carton ; pellicule (animation sans caméra) ; acétate de cellulose (ou celluloïds (cells)), avec deux styles graphiques : animation stylisée (Disney) et animation limitée (dont le style UPA, Warner Bros).
Dans la manipulation d'objets 2D : on retrouve le sable, le papier découpé, la pâte à modeler (bas-relief), la peinture, et l'écran d'épingles. Dans l'animation en volume (objets réels) : on retrouve les marionnettes, la pâte à modeler (haut-relief), les figurines en toute matière (fil de fer et plastique) (voir : Brickfilm), les objets divers (poupées, jouets, maquettes, fruits et légumes, etc.), et la pixilation (objets et êtres humains). En image de synthèse,  on retrouve l'animation 2D numérique, et l'animation 3D.

#### Dans les séries d'animation

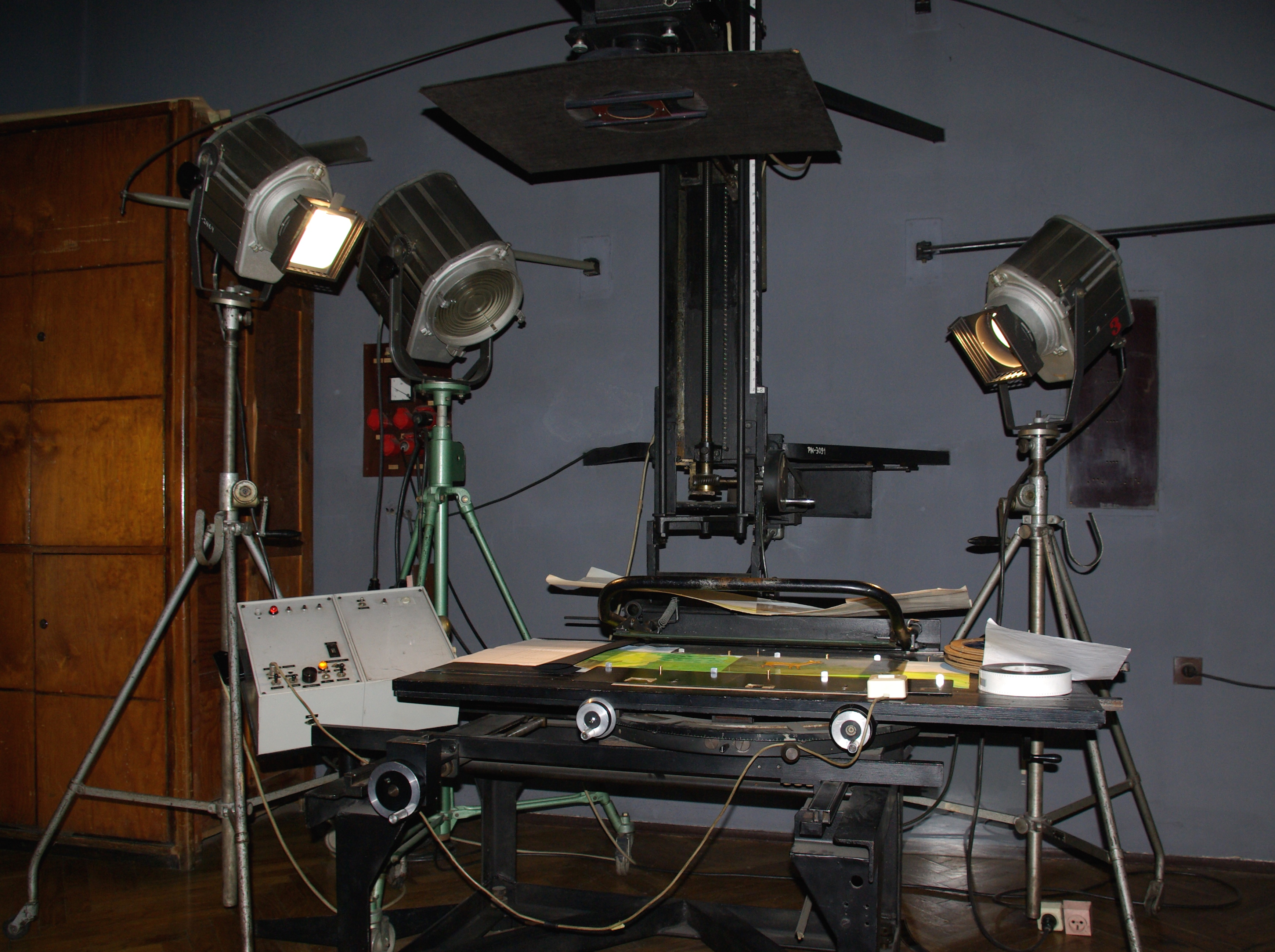
Banc d'animation film.

La technique est identique à celle découverte par James Stuart Blackton, quel que soit le moyen d'acquisition employé : le mouvement des personnages (et des objets) est décomposé en une succession de dessins, sur la base universelle de 24 ou 25 dessins par seconde d'action, qui, enregistrés dans l'ordre chronologique, produisent à la projection l'illusion d'un mouvement continu. Selon les indications du storyboard fourni par le réalisateur ou la réalisatrice, l'animateur ou animatrice dessine sur papier chaque position clé des personnages dans une action donnée et détermine en combien de secondes (donc autant de fois 24 ou 25 images) le mouvement ainsi souhaité doit se produire. C'est pour cela qu'on l'appelle le plus souvent animateur ou animatrice clé. Ses assistants, appelés intervallistes, dessinent les positions intermédiaires entre chaque position clé, et, selon le principe du folioscope, la fluidité du mouvement peut ainsi être testée (parfois filmé et projeté quand le budget du film le permet).

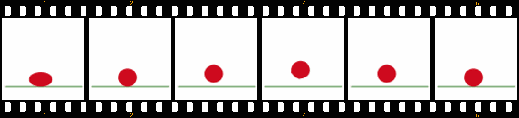
Figure 2 : décomposition des 6 images des figures 1.1 et 1.2, permettant la restitution du mouvement.

Après acceptation ou transformations, les dessins sur papier sont reportés à l'encre de Chine sur une succession de feuilles de celluloïd (appelés « cells ou cels ou cellos », maintenus en position par un jeu de perforations et de tenons qui permettent une superposition exacte des dessins. Les différentes manipulations des cells sont protégées des traces de doigts par des gants que l'on porte obligatoirement au cours des opérations. Chaque dessin est repris par les coloristes qui appliquent des encres de couleur sur son verso sans dépasser les limites des tracés à l'encre de Chine. Dans le système industriel du dessin animé, chaque couleur est appliquée par le ou la même coloriste pour des raisons de productivité. Les cells terminés sont alors photographiés un par un avec une caméra dédiée à l'image par image sur un banc d'animation qui est doté des mêmes tenons utilisés auparavant par les animateurs.
L'image animée par ordinateur simplifie grandement tout ce travail : c'est le logiciel d'animation qui effectue lui-même les opérations de dessins intermédiaires et de mise en couleurs, et qui livre directement au propre l'animation désirée. La même technique image par image lance l'animation en volume, dont encore une fois le comédien James Stuart Blackton a l'idée, appliquant cette technique à un décor miniaturisé où les personnages sont en fait des objets qui semblent bouger tout seuls. En plus, Blackton innove en animant une marionnette, procédé image par image dont la cousine est l'animation de pâte à modeler, deux techniques que l'on utilise encore de nos jours.

### Logiciels
- Adobe Animate CC, précédemment Adobe Flash et anciennement Macromedia flash, logiciel de 2D, de très bonne qualité, pouvant aller jusqu'à des animations très poussées ;
- Anime Studio (en) (anciennement Moho) Logiciel, au prix abordable pour le grand public, spécialisé en animation 2D incluant quelques fonctionnalités 3D ;
- Beneton Movie GIF, logiciel complètement gratuit d'animation GIF ;
- Blender, logiciel libre d'animation 3D, de rendu, de compositing ;
- Gimp, logiciel libre de dessin permettant de créer des animations ;
- CTP Pro, logiciel d'animation traditionnelle 2D surtout utilisé pour tester l'animation ;
- Ktoon (en), logiciel libre d'animation sous Linux ;
- Media PEGS du studio d'animation Pixibox a été, vers la fin des années 1990 un logiciel professionnel d'animation 2D et de colorisation comptant parmi les plus répandus au sein de nombreux studios internationaux ;
- PackshotCreator, logiciel de capture et de gestion d'images et d'animations 3D en temps réel ;
- Pencil, logiciel libre d'animation 2D (vectorielle et bitmap) ;
- Swift 3D (en), logiciel de 3D particulièrement ;
- Synfig, logiciel libre d'animation vectorielle 2D ;
- Stop Motion, logiciel d'animation utilisé avec une caméra ;
- ToonBoom, logiciel spécialiste en animation 2D utilisé par Warner Bros et Disney ;
- Toonz, logiciel utilisé par le Studio Ghibli ;
- TVPaint Animation, logiciel d'animation bitmap présentant la majorité des techniques d'animation traditionnelle ;
- iStopMotion, logiciel de capture et traitement d'images en stop motion sur MacOSX ;
- ToonLoop, logiciel libre d'animation en direct ;
- Daz Studio 3 (en) ;
- Pencil Traditionnal Software, logiciel d'animation traditionnel en bitmap et en vectoriel, libre et gratuit ;
- Dragonframe, logiciel d'animation en volume professionnel ;
- Adobe Photoshop, logiciel d'infographie 2D permettant également de créer des animations de très courtes durée, à l'aide de la fenêtre de montage.

## Associations et festivals

### Associations de cinéma d'animation
- Association française du cinéma d'animation (AFCA) ;
- Association internationale du film d'animation (ASIFA), fondée par l'AFCA ;
- Cité de l'image en mouvement (CITIA) ;
- NEF Animation (Nouvelles écritures pour le film d'animation) ;
- Association tunisienne du cinéma d'animation (ATCA) ;
- Association algérienne des cinémas d'animations (AACA) ;
- Écrans Vo, association des cinémas indépendants du Val-d'Oise ;
- Cellofan', association pour la promotion du cinéma d'animation ;
- Cartoon, association européenne du film d'animation, qui organise des forums de coproduction et des séminaires pour les professionnels de l'animation européens.

### Festivals de cinéma d'animation
Canada
- Festival de stop motion de Montréal ;
- Les Sommets du cinéma d'animation, à Montréal ;
- Festival ReGard sur le court métrage au Saguenay Québec ;
- Festival Folie-Ô-Skop Québec.

France
- Fête de l'Animation, à Lille ;
- Festival international du film d'animation d'Annecy ;
- Festival national du film d'animation de Rennes ;
- Festival du film d'animation de Baillargues ;
- Les Nuits Magiques - Festival du film d'animation de Bègles ;
- Festival Numéo, Festival de courts-métrages d'animation à Compiègne ;
- Festival du court métrage d'animation de Roanne ;
- Croq'Anime - Le Festival du film d'animation de Paris ;
- Festival International du Court Métrage de Clermont-Ferrand ;
- Festival Court mais bon : Festival International du Court-Métrage d'Animation, au Puy-en-Velay ;
- Festival d'un Jour de Valence ;
- Festival Image par Image de cinéma d'animation du Val-d'Oise ;
- Festival Les petites lanternes magiques de Tournefeuille.

Autres pays
- Allemagne :
  - International Leipzig Festival for Documentary and Animated Film, à Leipzig ;
  - Le Festival International du Film d'Animation de Stuttgart (Internationales Trickfilm Festival Stuttgart (ITFS).

- Autriche : Festival Ars Electronica, à Linz.

- Belgique :
  - Festival Anima, à Bruxelles ;
  - Festival du court métrage d'animation de Neufchâteau.

- Croatie : Festival international du film d'animation de Zagreb ;
- Hongrie : festival du film d'animation de Kecskemét (KAFF) ;
- Monaco : Festival Imagina ;
- Pays-Bas : nl:Holland Animation Film Festival d'Utrecht ;
- Portugal : festival international du film d'animation Cinanima de Espinho ;
- Roumanie : Festival du film d'animation (Anim'est), de Bucarest ;
- Slovaquie : Biennale d'animation de Bratislava (BAB) ou Festival international de films d'animation pour enfants ;
- Tchéquie : Festival Anifest - Festival international du film d'animation à Třeboň.

Hors Europe
- Brésil : Festival Anima Mundi, à Rio de Janeiro ;
- Cuba : Festival Internacional del Nuevo Cine Latinoamericano, à La Havane ;
- Maroc : Festival international de cinéma d'animation de Meknès.

## Dans le monde
- Histoire de l'animation américaine
- Histoire de l'animation canadienne
- Histoire de l'animation chinoise
- Histoire de l'animation coréenne
- Histoire de l'animation espagnole
- Histoire de l'animation française
- Histoire de l'animation japonaise
- Histoire de l'animation russe

## Personnalités
- Liste de personnalités du cinéma d'animation

#### Histoire
- Giannalberto Bendazzi, Cartoons, Liana Levi, 1991, 704p. (édition originale en italien : Marsilio Editori, 1988)  (ISBN 2-8674-6073-5),
- Bernard Clarens, André Martin, écrits sur l'Animation.1, Dreamland éditeur  (ISBN 2-9100-2763-5),
- Olivier Cotte, Il était une fois le dessin animé, Éditions Dreamland, 2001  (ISBN 2-9100-2777-5),
- Olivier Cotte, 100 ans de cinéma d'animation, Paris, Dunod, 21 octobre 2015, 416 p. (ISBN 978-2-10-072841-1, BNF 44447123),
- Bernard Génin, Le cinéma d'animation : dessin animé, marionnettes, images de synthèse, Paris, Cahiers du cinéma : SCÉRÉN-CNDP, coll. « Petits cahiers », 2003, 95 p. (ISBN 978-2-866-42370-4, OCLC 392883117),
- Xavier Kawa-Topor (dir.) et Philippe Moins (dir.), Le cinéma d'animation en 100 films, [Nantes], Capricci, 2016, 348 p. (ISBN 979-1-023-90110-8, OCLC 953521110),
- René Laloux, Ces dessins qui bougent : 1892-1992 : cent ans de cinéma d'animation, Paris, Dreamland éd., coll. « Image par image », 1996, 200 p. (ISBN 978-2-910-02708-7, OCLC 409443770),
- Bernard Lonjon, Emile Reynaud, le véritable inventeur du cinéma, Polignac (Haute-Loire), Éditions du Roure, 2007, 232 p. (ISBN 978-2-906-27865-3, OCLC 421892593),
- Anima Mundi, Animation Now!, Taschen, Cologne / Londres, 2004,
- Dominique Fournier-Willoughby, Le cinéma graphique une histoire des dessins animés : des jouets d'optique au cinéma numérique, Paris, Editions Textuel, 2009, 286 p. (ISBN 978-2-845-97344-2, OCLC 690352316).

#### Esthétique
- Marcel Jean, Le Langage des signes et autres essais sur le cinéma d'animation, éditions Les 400 coups, 2006,
- Hervé Joubert-Laurencin, La Lettre volante, quatre essais sur le cinéma d'animation, Presses de la Sorbonne Nouvelle, 1997, collection « Œil vivant »,
- Xavier Kawa-Topor (sous la direction de), Le Cinéma d'animation, Éditions 303, 2014,
- Xavier Kawa-Topor, Cinéma d'animation, au-delà du réel, Éd. Capricci, 92 p.
- Jayne Pilling, Cartoons and the movies, Éditions Dreamland, 1997,
- Georges Sifianos, Esthétique du cinéma d'animation, Éditions du Cerf, 2012, collection « Septième Art »,

#### Dossiers publiés dans des magazines
- Positif no 54-55 p. 1 ; no 297 p. 31 ; no 316 p. 46 ; no 345 p. 36 ; no 346 p. 44 ; no 370 p. 83 ; no 371 p. 83 ; no 398 p. 78 ; no 412 p. 76 ; no 415 p. 86 ; no 447 p. 80 ; no 472 p. 78 ; no 508 p. 74
- Écran no 11 p. 2
- Cinématographe no 6 p. 20.
- Cinémaction no 51, avril 1989.

#### Technique
- S. De Marchi & R. Amiot, Le Dessin animé d'amateur et l'animation, publications Photo-cinéma Paul Montel, 1971
- Preston Blair, Cartoon, l'animation sans peine, éditions Taschen, 1994
- Richard Williams, Techniques d'animation, édition en langue française publiée par le groupe Eyrolles, 2003
- Olivier Cotte, Les Oscars du film d'animation : secrets de fabrication de 13 courts-métrages récompensés à Hollywood, Paris, Eyrolles, 8 juin 2006, 288 p. (ISBN 978-2-212-11568-0, BNF 40207182)
- Olivier Cotte, Le grand livre des techniques du cinéma d'animation, Paris, Dunod, 3 octobre 2018, 360 p. (ISBN 978-2-10-077778-5, BNF 45556860)